# 都島警察署
都島警察署（みやこじまけいさつしょ）は、大阪府警察が管轄する警察署の一つ。

## 所在地
- 大阪府大阪市都島区都島北通1丁目7番1号

最寄駅
- 都島駅 （Osaka Metro谷町線）

## 管轄区域
- 大阪市都島区

## 沿革
- 1943年（昭和18年）4月1日 都島区の発足とともに網島警察署を都島警察署に改称し開署。
- 1945年（昭和20年）6月7日 空襲により庁舎を焼失。
- 1956年（昭和31年）9月30日 現在地に新築移転。
- 2000年（平成12年）8月31日 新庁舎が完成。

## 交番
- 京橋交番 - 大阪市都島区東野田町二丁目1番38号
- 友渕町交番 - 大阪市都島区友渕町二丁目13番41号
- 中野町交番 - 大阪市都島区中野町四丁目5番18号
- 都島本通交番 - 大阪市都島区善源寺町一丁目5番55号
- 淀川交番 - 大阪市都島区毛馬町四丁目5番18号